# ویکی‌پدیای گانی
ویکی‌پدیای گانی نسخه زبان گانی وب‌گاه ویکی‌پدیا است.
زبان گانی تا ۴ ژوئن ۲۰۱۲ با بیش از ۶٬۱۰۰ مقاله در رده صدوسی‌وسه ویکی‌پدیاها قرار گرفته‌است.